# آکوئینکوم

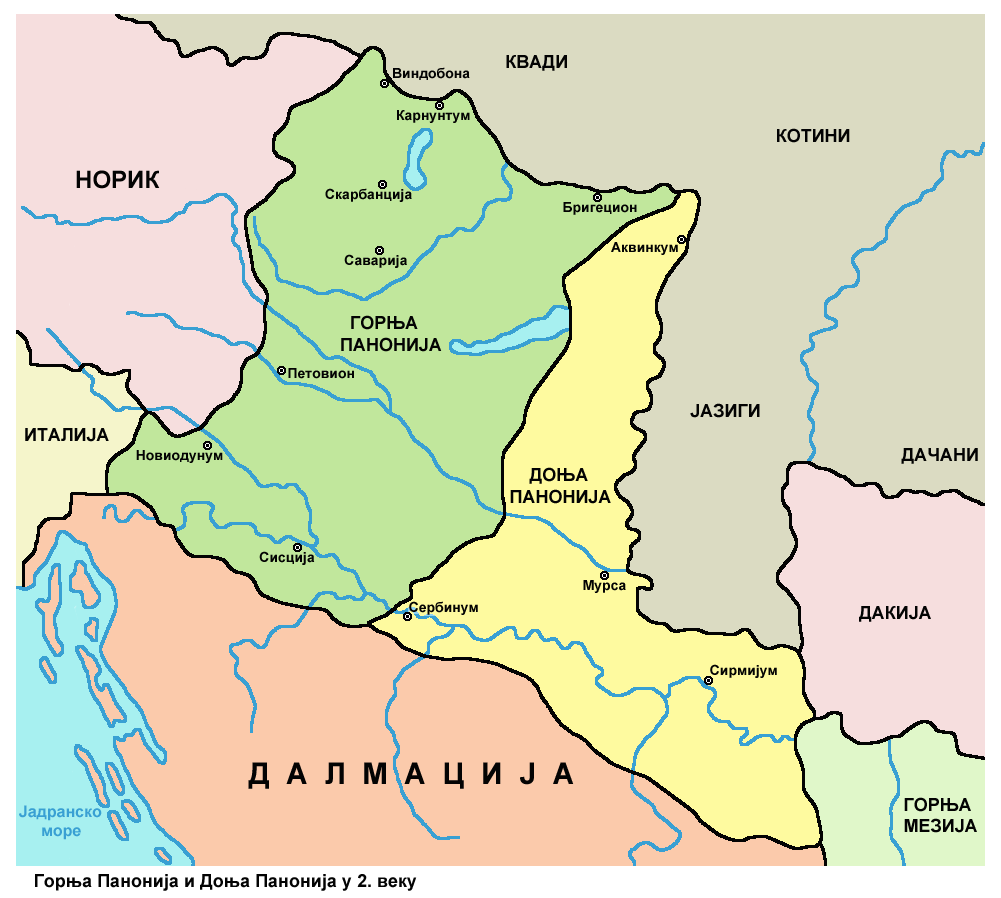
پانونیای علیا و سفلی در قرن دوم میلادی

آکوئینکوم یک شهر باستانی بود که در شمال شرقی استان پانونیا در امپراتوری روم قرار داشت. ویرانه‌های شهر در پایتخت مجارستان، بوداپست در منطقهٔ اُبودا قرار دارد. در آستانهٔ فتح رومی‌ها، قبیله‌های سلتی اِراویسکی در این مکان مستقر بودند، استحکامات آنان از تپه گلرت تا محله تابان و شمال در بوداپست گسترده بود. رومی‌ها در قرن یکم تا دانوب پیشروی کردند و به سرعت به اهمیت این مکان پی برده، محل استقرار سلت‌ها را گرفته و اردوگاه‌های نظامی جهت دفاع از سر حدات و کشتی‌های رودخانه برپا کردند. پایتخت استان پانونیای سفلی، آکوئینکوم پس از آن گسترش پیدا کرد. شهر در زمان اوج خود در قرن سوم میلادی ده تا پانزده هزار ساکن داشته‌است.

## تاریخ

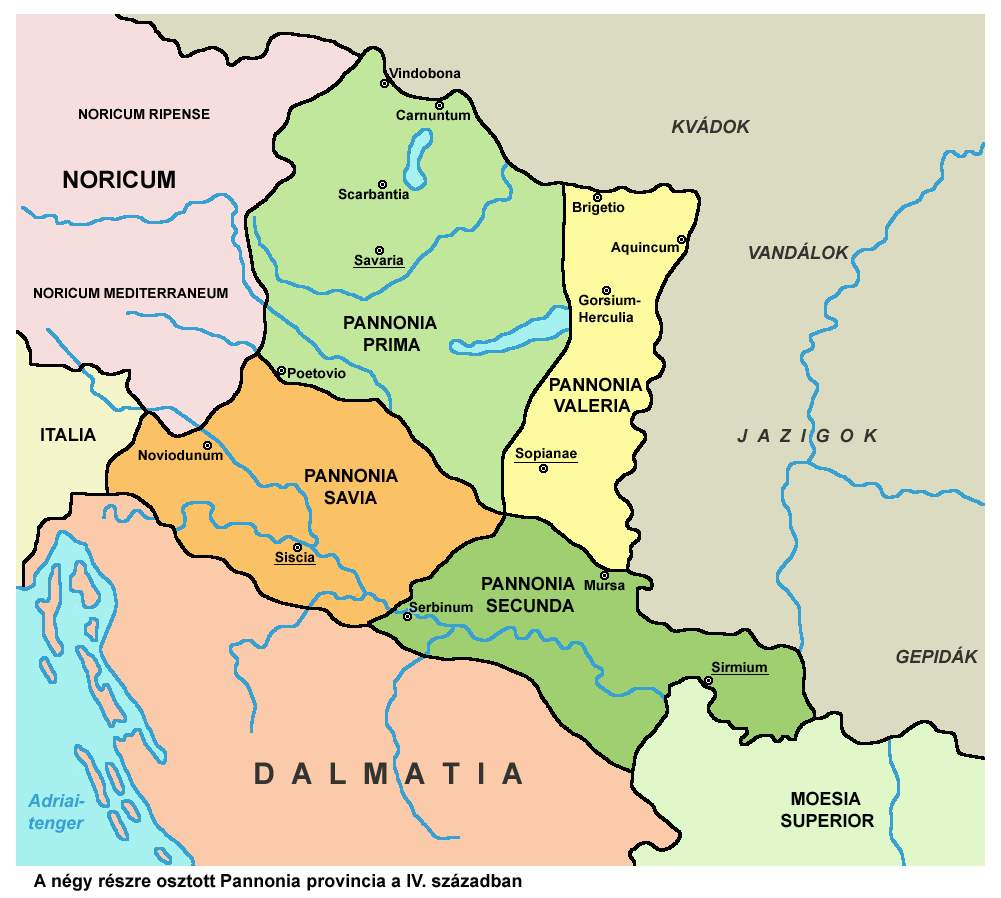
پانونیا در قرن چهارم

کلودیوس در حدود سال ۴۵ محدودهٔ امپراتوری روم را تا پیچ دانوب گسترش داد و اولین لژیون (به لاتین: ala Hispanorum I) در ویزی‌واروش که امروز در منطقهٔ قلعه و ناحیهٔ ۲ بوداپست است، برپا شد. بقایای یک تکه کاشی سقفی که نام لژیون دوم آدیوتریکس (به لاتین: Legio II Adiutrix) بر آن حک شده گویای آن است که در زمان دومیتیان یک لژیون دیگر در اُبودا ساخته شده که تا قرن پنجم نیز پابرجا بوده‌است. تراژان در سال ۱۰۶ پانونیا را به دو بخش پانونیای علیا با مرکزیت کارنونتوم و پانونیای سفلی با مرکزیت آکوئینکوم تقسیم کرد. در زمان او ساخت آبگذرهای شمالی-جنوبی و توسعهٔ شهری در بخش غیرنظامی آکوئینکوم آغاز شد. رتبهٔ آکوئینکوم در زمان هادریانوس به شهر (به لاتین: municipium) ارتقاء پیدا کرد و دیواری بر گرد شهر کشیده‌شد. به دستور آنتونیوس پیوس در بخش نظامی آمفی‌تئاتری ساخته شد. در سال ۲۶۰ رکسلان‌ها، سرمتی‌ها و کوآدها بر لیمس پانونیا حمله کردند که در نتیجه به لژیون قسمت نظامی و قسمت غیرنظامی خساراتی وارد شد. در سال ۲۹۴ در زمان دیوکلسین، تحت عنوان اصلاحات اداری پانونیا به چهار قسمت تقسیم شد و به موجب آن آکوئینکوم به مرکز نظامی استان والریا و پایگاه فرمانده نظامی استان تبدیل شد. در اواخر قرن چهارم و ابتدای قرن پنجم جمعیت قسمت غیرنظامی رو به کاهش گذاشت و در زمان والنتینیان سوم، هونها بر رومیها پیروز شده و بر کل پانونیا چیره گشتند.

## موزهٔ آکوئینکوم
موزهٔ آکوئینکوم در سال ۱۸۹۴ افتتاح شد و تا اکنون برای عموم برپاست. یافته‌های باستانشناسی از مهرابهٔ آکوئینکوم و دیگر نقاط درحیاط و داخل موزه نگهداری می‌شوند.

## نگارخانه

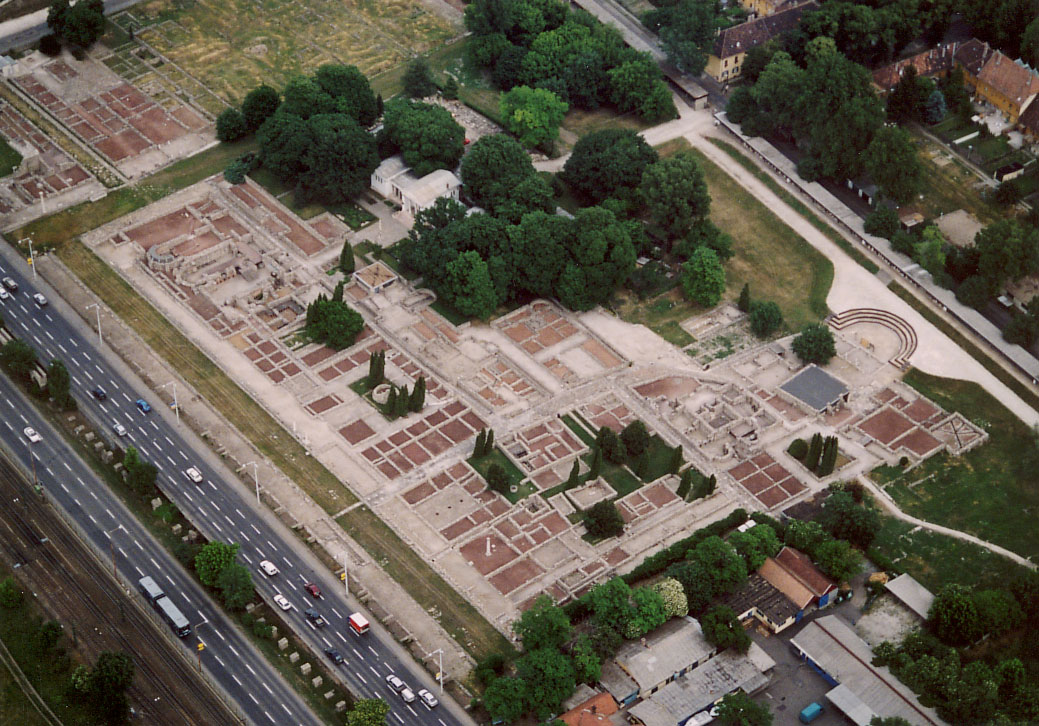
نمای هوایی قسمت نظامی
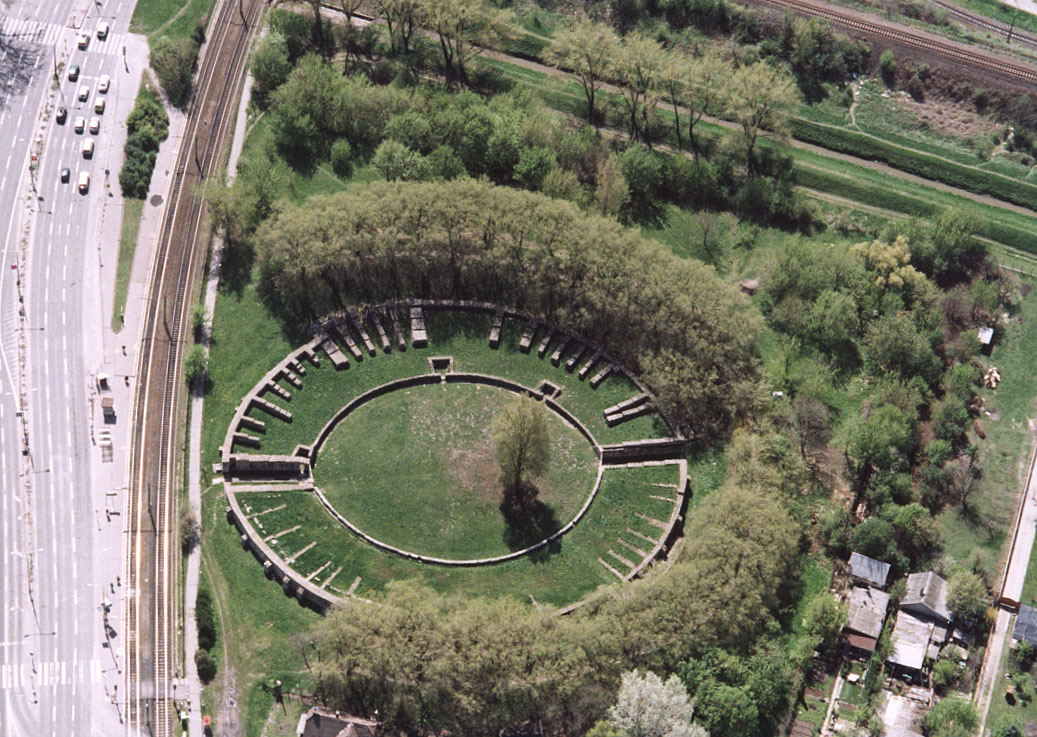
بقایای آمفی‌تئاتر در ناحیه ۳ بوداپست
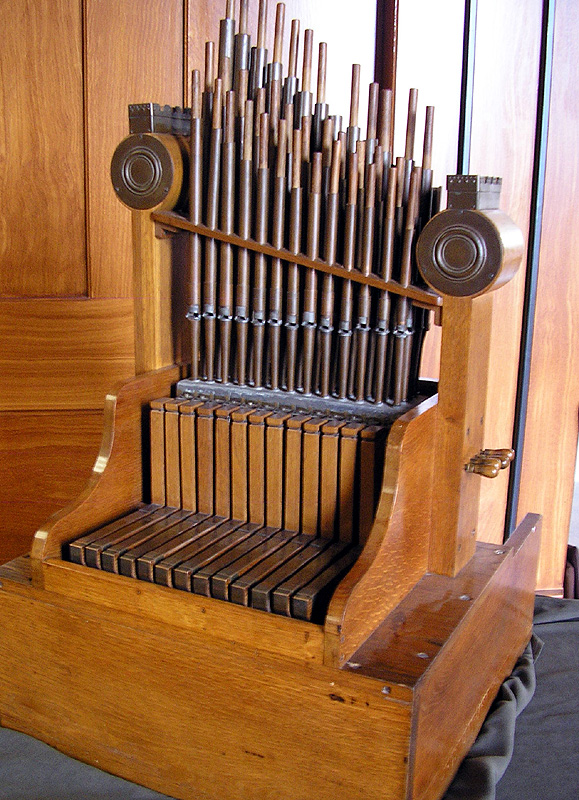
ارگ رومی در موزهٔ آکوئینکوم
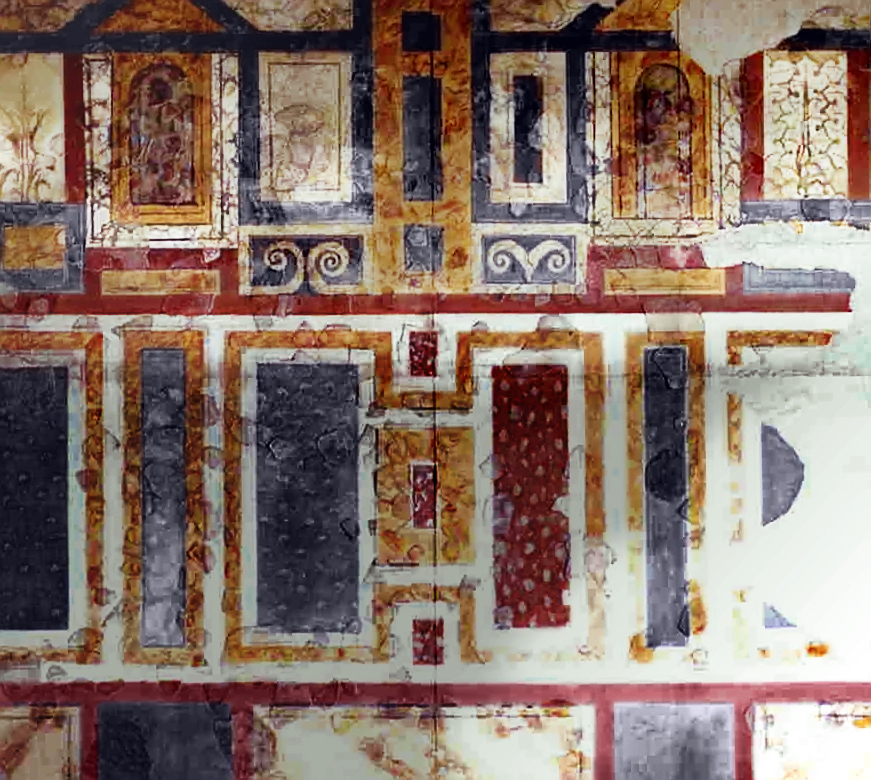
نقاشی دیواری در حدود سال ۳۰۰
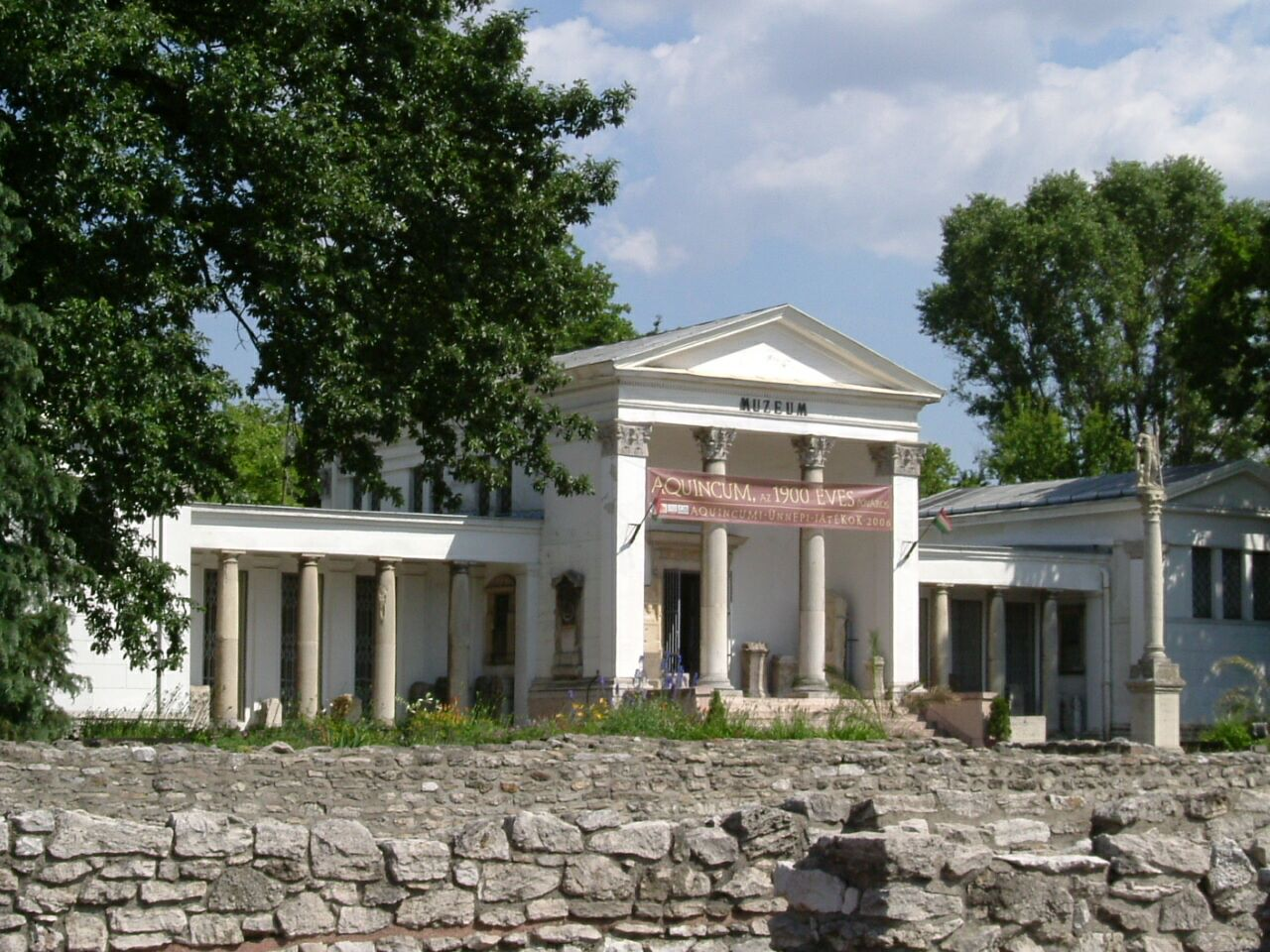
موزهٔ آکوئینکوم